# جوزيف فويتا
جوزيف فويتا ، من مواليد 19 أبريل 1935، لاعب كرة قدم تشيكوسلوفاكي سابق.
لعب مع منتخب تشيكوسلوفاكيا لكرة القدم.

## روابط خارجية
- جوزيف فويتا على موقع الاتحاد الدولي (مؤرشف)  (الإنجليزية)
- جوزيف فويتا على موقع الاتحاد التشيكي (الإنجليزية)
- جوزيف فويتا على موقع قاعدة بيانات كرة القدم.إي يو (الإنجليزية)
- جوزيف فويتا على موقع ناشيونال فوتبول تيمز (الإنجليزية)
- جوزيف فويتا على موقع عالم كرة القدم.نت (الإنجليزية)
- جوزيف فويتا على موقع اللجنة الأولمبية الدولية (الإنجليزية)
- جوزيف فويتا على موقع أوليمبيديا (الإنجليزية)
- جوزيف فويتا على موقع اللجنة الأولمبية التشيكية (التشيكية)